# Câu lạc bộ bóng đá Đông Á Thanh Hóa
Thanh Hoa FC é um time de futebol vietnamita que está situado na cidade de Thanh Hóa e atualmente disputa a V-Liga, a primeira divisão do país. 

## Notáveis Jogadores
- Nastja Čeh
- Lucas Ribamar